# PEC in het seizoen 1929/30
Het seizoen 1929/1930 was het 20e jaar in het bestaan van de Zwolse voetbalclub PEC. De club kwam uit in de Eerste Klasse Oost. Ook werd deelgenomen aan het toernooi om de KNVB beker.

## Wedstrijdstatistieken

### Eerste Klasse Oost
| Go Ahead                                                          |                                                                                                 |               |                                                                                             |
|                                                                   | PEC                                                                                             | 3 – 3 (2 – 1) | Go Ahead                                                                                    |
| 15 september 1929 Plaats: Zwolle Sportpark De Vrolijkheid         | Philip de Bruyn Huub Pallandt                                                                   | IJsselderby   | 7' Theo de Kreek Herman Brilleman Roelof de Vries                                           |
|                                                                   | Go Ahead                                                                                        | 6 – 1 (2 – 0) | PEC                                                                                         |
| 1 december 1929 Plaats: Deventer De Adelaarshorst                 | Jan de Kreek 10' Roelof de Vries Theo de Kreek 47' Roelof de Vries Jan de Kreek Roelof de Vries | IJsselderby   | Huub Pallandt                                                                               |
| Sportclub Enschede                                                |                                                                                                 |               |                                                                                             |
|                                                                   | PEC                                                                                             | 1 – 4 (1 – 0) | Sportclub Enschede                                                                          |
| 5 januari 1930 Plaats: Zwolle Sportpark De Vrolijkheid            | Huub Pallandt 35'                                                                               |               | 55' (pen) Jan Stuve Johan de Boer of Herman Mellink Johan de Boer                           |
|                                                                   | Sportclub Enschede                                                                              | 1 – 0 (1 – 0) | PEC                                                                                         |
| 20 oktober 1929 Plaats: Enschede G.J. van Heekpark                | Jan Stuve (pen) 20'                                                                             |               |                                                                                             |
| AGOVV                                                             |                                                                                                 |               |                                                                                             |
|                                                                   | PEC                                                                                             | 5 – 8 (2 – 4) | AGOVV                                                                                       |
| 29 september 1929 Plaats: Zwolle Sportpark De Vrolijkheid         | Eef Admiraal (pen) Arie Giethoorn Huub Pallandt Arie Giethoorn                                  |               | 1' Jo Kluin 10' Jo Kluin 20' Jo Kluin (pen) Jo Kluin Jaap van der Kamp Gep Landaal Jo Kluin |
|                                                                   | AGOVV                                                                                           | 6 – 1 (2 – 0) | PEC                                                                                         |
| 15 december 1929 Plaats: Apeldoorn Sportpark Berg & Bos           | Rein Nijman 5' Dogger 35' Dogger Jaap van der Kamp 80' Jo Kluin 89'                             |               | Philip de Bruyn                                                                             |
| AVC Heracles                                                      |                                                                                                 |               |                                                                                             |
|                                                                   | PEC                                                                                             | 2 – 3 (1 – 1) | AVC Heracles                                                                                |
| 16 februari 1930 Plaats: Zwolle Sportpark De Vrolijkheid          | Tom Knuppel 25' Eef Admiraal (pen)                                                              |               | 20' Morsink 65' Jopie Schipper 80' Frits Schipper                                           |
|                                                                   | AVC Heracles                                                                                    | 4 – 1 (3 – 0) | PEC                                                                                         |
| 6 oktober 1929 Plaats: Almelo Gemeentelijk Sportpark Bornsestraat | Henk Koldewijn (pen) 15' Jopie Schipper Frits Schipper Asje van ’t Veen                         |               | Arie Giethoorn                                                                              |
| Z.A.C.                                                            |                                                                                                 |               |                                                                                             |
|                                                                   | PEC                                                                                             | 5 – 1 (1 – 0) | ZAC                                                                                         |
| 2 maart 1930 Plaats: Zwolle Gemeentelijk Sportpark                | Philip de Bruyn 40' Tom Knuppel Philip de Bruyn Huub Pallandt Philip de Bruyn                   |               | (e.d.) Jan van der Gronde                                                                   |
|                                                                   | ZAC                                                                                             | 3 – 1 (1 – 1) | PEC                                                                                         |
| 22 september 1929 Plaats: Zwolle Sportpark Veerallee              | Beb Bakhuijs 20' Hans Wouters                                                                   |               | Huub Pallandt                                                                               |
| HVV Tubantia                                                      |                                                                                                 |               |                                                                                             |
|                                                                   | PEC                                                                                             | 3 – 1 (2 – 0) | HVV Tubantia                                                                                |
| 26 januari 1930 Plaats: Zwolle Sportpark De Vrolijkheid           | Philip de Bruyn                                                                                 |               | van der Berg                                                                                |
|                                                                   | HVV Tubantia                                                                                    | 1 – 4 (1 – 2) | PEC                                                                                         |
| 24 november 1929 Plaats: Hengelo Sportpark De Bijenkorf           | Snellink 25'                                                                                    |               | 7' Philip de Bruyn Huub Pallandt 55' Philip de Bruyn 75' Philip de Bruyn                    |
| WVV Wageningen                                                    |                                                                                                 |               |                                                                                             |
|                                                                   | PEC                                                                                             | 7 – 2 (1 – 1) | WVV Wageningen                                                                              |
| 12 januari 1930 Plaats: Zwolle Sportpark De Vrolijkheid           | Philip de Bruyn Huub Pallandt 50' Huub Pallandt Philip de Bruyn Huub Pallandt Philip de Bruyn   |               | Evert van der Heijden Duizens                                                               |
|                                                                   | WVV Wageningen                                                                                  | 4 – 2 (2 – 1) | PEC                                                                                         |
| 10 november 1929 Plaats: Wageningen Stadion de Wageningse Berg    | van der Gaag 29' Evert van der Heijden 35' van Oort 55' Evert van der Heijden 75'               |               | 24' Huug Visser 82' Jan Manni                                                               |
| AVC Vitesse                                                       |                                                                                                 |               |                                                                                             |
|                                                                   | PEC                                                                                             | 5 – 1 (3 – 0) | AVC Vitesse                                                                                 |
| 13 oktober 1929 Plaats: Zwolle Sportpark De Vrolijkheid           | Huub Pallandt Coen van Brummen Harry Zilverberg 90'                                             |               | Ben Tap                                                                                     |
|                                                                   | AVC Vitesse                                                                                     | 2 – 1 (1 – 0) | PEC                                                                                         |
| 29 december 1929 Plaats: Arnhem Monnikenhuize                     | Ben Tap 40' Cees Teijer 73'                                                                     |               | 85' Philip de Bruyn                                                                         |
| Robur et Velocitas                                                |                                                                                                 |               |                                                                                             |
|                                                                   | PEC                                                                                             | 5 – 6 (2 – 4) | Robur et Velocitas                                                                          |
| 17 november 1929 Plaats: Zwolle Sportpark De Vrolijkheid          | Philip de Bruyn Coen van Brummen Huub Pallandt Jan van der Gronde                               |               | Jo Kres Carel Cres Jan Kres Kamminga Jan Kres Jo Kres                                       |
|                                                                   | Robur et Velocitas                                                                              | 3 – 0 (2 – 0) | PEC                                                                                         |
| 19 januari 1930 Plaats: Apeldoorn Sportpark Kerschoten            | Carel Kres Kamminga                                                                             |               |                                                                                             |

### Promotie/degradatie
| Enschedese Boys                                       |                                                                       |               |                                                                      |
|                                                       | PEC                                                                   | 4 – 1 (2 – 1) | Enschedese Boys                                                      |
| 23 maart 1930 Plaats: Zwolle Sportpark De Vrolijkheid | Coen van Brummen 15' Tom Knuppel Philip de Bruyn Coen van Brummen 80' |               | 35' Goedhart                                                         |
|                                                       | Enschedese Boys                                                       | 2 – 4 (0 – 2) | PEC                                                                  |
| 13 april 1930 Plaats: Enschede Volkspark              | Goedhart 62' Kok (pen)                                                |               | 21' Huub Pallandt 42' Philip de Bruyn Wim de Bruyn                   |
| AZC Zutphen                                           |                                                                       |               |                                                                      |
|                                                       | PEC                                                                   | 0 – 0 (0 – 0) | AZC Zutphen                                                          |
| 6 april 1930 Plaats: Zwolle Sportpark De Vrolijkheid  |                                                                       |               |                                                                      |
|                                                       | AZC Zutphen                                                           | 0 – 4 (0 – 1) | PEC                                                                  |
| 16 maart 1930 Plaats: Zutphen Sportpark AZC Zutphen   |                                                                       |               | 25' Wim de Bruyn 50' Huub Pallandt 80' Coen van Brummen Wim de Bruyn |

### KNVB beker
| 1e ronde                                              | P.E.C.                                                                                        | 10 – 2 (3 – 1) | VV Leeuwarden |
| 21 april 1930 Plaats: Zwolle Sportpark De Vrolijkheid | Coen van Brummen Philip de Bruyn Jan Manni Huub Pallandt Philip de Bruyn Huub Pallandt (e.d.) |                | van der Velde |
| Tussenronde                                           | AFC Ajax                                                                                      | 1 – 0 (? – 0)  | P.E.C.        |
| 3 mei 1930 Plaats: Amsterdam Het Houten Stadion       |                                                                                               |                |               |

## Selectie en technische staf

### Selectie 1929/30
| Nat.               | Naam                  | Competitie | Competitie | Beker   | Beker   | Totaal  | Totaal  | Seizoen | Vorige club |         |         |         |         |         |
| Nat.               | Naam                  | W          |            | W       |         | W       |         | Seizoen | Vorige club |         |         |         |         |         |
| Doelman            | Doelman               | Doelman    | Doelman    | Doelman | Doelman | Doelman | Doelman | Doelman | Doelman     | Doelman | Doelman | Doelman | Doelman | Doelman |
| ------------------ | --------------------- | ---------- | ---------- | ------- | ------- | ------- | ------- | ------- | ----------- | ------- | ------- | ------- | ------- | ------- |
| Vlag van Nederland | Jos de Bont           | –          | –          | –       | –       | –       | –       | –       | Onbekend    |         |         |         |         |         |
| Veldspelers        |                       |            |            |         |         |         |         |         |             |         |         |         |         |         |
| Vlag van Nederland | Eef Admiraal          | –          | –          | –       | –       | –       | –       | –       | Onbekend    |         |         |         |         |         |
| Vlag van Nederland | C. Luijt              | –          | –          | –       | –       | –       | –       | –       | Onbekend    |         |         |         |         |         |
| Vlag van Nederland | Barend de Groot       | –          | –          | –       | –       | –       | –       | –       | Onbekend    |         |         |         |         |         |
| Vlag van Nederland | Arie Giethoorn        | –          | –          | –       | –       | –       | –       | –       | Onbekend    |         |         |         |         |         |
| Vlag van Nederland | Huub Pallandt         | –          | –          | –       | –       | –       | –       | –       | Onbekend    |         |         |         |         |         |
| Vlag van Nederland | Coen van Brummen      | –          | –          | –       | –       | –       | –       | –       | Onbekend    |         |         |         |         |         |
| Vlag van Nederland | Jan van der Gronde    | –          | –          | –       | –       | –       | –       | –       | Onbekend'   |         |         |         |         |         |
| Vlag van Nederland | Wim de Bruyn          | –          | –          | –       | –       | –       | –       | –       | Onbekend    |         |         |         |         |         |
| Vlag van Nederland | J. de Bruijn          | –          | –          | –       | –       | –       | –       | –       | Onbekend    |         |         |         |         |         |
| Vlag van Nederland | Harry Zilverberg      | –          | –          | –       | –       | –       | –       | –       | Onbekend    |         |         |         |         |         |
| Vlag van Nederland | Lourents van der Bend | –          | –          | –       | –       | –       | –       | –       | Onbekend    |         |         |         |         |         |
| Vlag van Nederland | Bas Doorneweert       | –          | –          | –       | –       | –       | –       | –       | Onbekend    |         |         |         |         |         |
| Vlag van Nederland | Philip de Bruyn       | –          | –          | –       | –       | –       | –       | –       | Onbekend    |         |         |         |         |         |
| Vlag van Nederland | Tom Knuppel           | –          | –          | –       | –       | –       | –       | –       | Onbekend    |         |         |         |         |         |
| Vlag van Nederland | Huug Visser           | –          | –          | –       | –       | –       | –       | –       | Onbekend    |         |         |         |         |         |
| Vlag van Nederland | Jan Manni             | –          | –          | –       | –       | –       | –       | –       | Onbekend    |         |         |         |         |         |
| Nat.               | Naam                  | W          |            | W       |         | W       |         | Seizoen | Vorige club |         |         |         |         |         |
| Nat.               | Naam                  | Competitie | Competitie | Beker   | Beker   | Totaal  | Totaal  | Seizoen | Vorige club |         |         |         |         |         |

### Technische staf
| Naam        | Functie      |
| ----------- | ------------ |
| J. Britstra | Hoofdtrainer |

## Statistieken PEC 1929/1930

### Eindstand PEC in de Nederlandse Eerste Klasse Oost 1929 / 1930
| Stand | Gespeeld | Gewonnen | Gelijk | Verloren | Punten | Doelpunten voor | Doelpunten tegen |
| ----- | -------- | -------- | ------ | -------- | ------ | --------------- | ---------------- |
| 10e   | 18       | 5        | 1      | 12       | 11     | 47              | 59               |

### Punten per tegenstander
|       | Go Ahead | Sportclub Enschede | AGOVV | AVC Heracles | Z.A.C. | HVV Tubantia | AVC Vitesse | WVV Wageningen | Robur et Velocitas |
| ----- | -------- | ------------------ | ----- | ------------ | ------ | ------------ | ----------- | -------------- | ------------------ |
| Thuis | 1        | 0                  | 0     | 0            | 2      | 2            | 2           | 2              | 0                  |
| Uit   | 0        | 0                  | 0     | 0            | 0      | 2            | 0           | 0              | 0                  |

### Doelpunten per tegenstander
|       | Go Ahead | Sportclub Enschede | AGOVV | AVC Heracles | Z.A.C. | HVV Tubantia | AVC Vitesse | WVV Wageningen | Robur et Velocitas | Totaal |
| ----- | -------- | ------------------ | ----- | ------------ | ------ | ------------ | ----------- | -------------- | ------------------ | ------ |
| Thuis | 3        | 1                  | 5     | 2            | 5      | 3            | 5           | 7              | 5                  | 36     |
| Uit   | 1        | 0                  | 1     | 1            | 1      | 4            | 1           | 2              | 0                  | 11     |
|       |          |                    |       |              |        |              |             |                |                    | 47     |